# Стратегічна відеогра

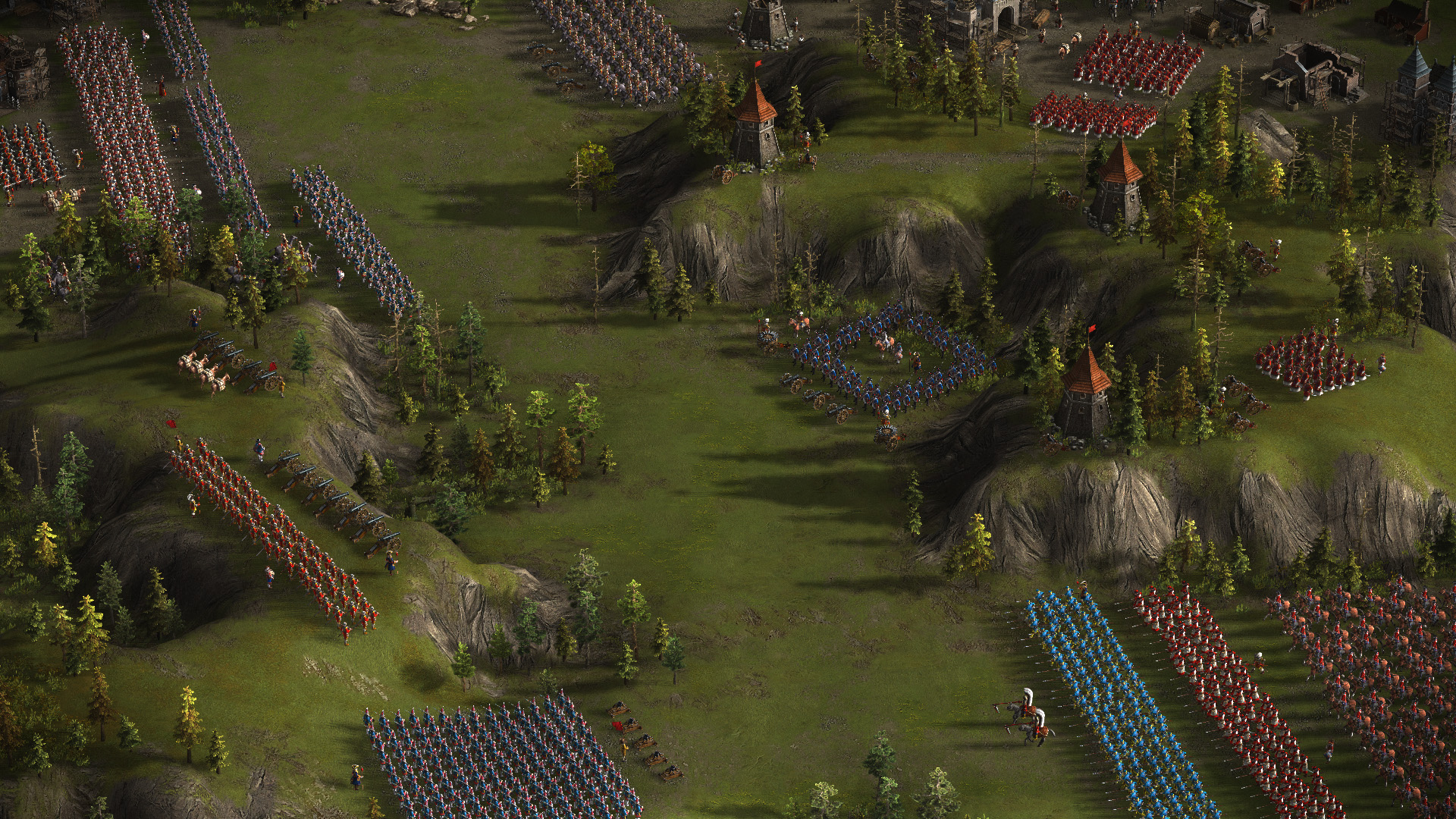
Козаки 3, стратегія у реальному часі

Стратегічна відеогра — жанр відеоігор, в якому запорукою досягнення перемоги є планування і стратегічне мислення. Можуть містити різну тематику: зокрема військових (Total War), економічних (Caesar), суспільствознавчих (Civilization) симуляторів тощо.
Такі настільні ігри як шахи, нарди, ґо, монополія вважаються предтечами стратегічних відеоігор.

## Підвиди
Стратегії поділяють на два основні підвиди: «покрокові» та стратегії «в реальному часі». Також можливе їх комбінування — покрокове вирішення на стратегічній мапі з баталіями у реальному часі на тактичній.
- Покрокова стратегія (англ. Turn-Based Strategy, TBS) — ігровий процес поділено на кроки, впродовж яких кожен з гравців може виконати обмежену кількість дій. Зазвичай кроки відбуваються почергово: спершу ходить один гравець, потім наступний. В інших випадках крок завершується тільки тоді, коли всі гравці виконали свої дії. Покрокові стратегії беруть свій початок від настільних ігор, де гравці ходять по черзі.

- Стратегія в реальному часі (англ. Real Time Strategy, RTS) — ігровий процес триває безперервно і гравці можуть виконувати одночасні дії. Зазвичай цей жанр має більший динамізм і більший ухил до тактики. Час у самій грі тут може не відповідати реальному, а масштабуватися — дії, що в реальності зайняли б години чи дні (наприклад, будівництво чи переміщення військ), у грі тривають лічені хвилини.

Глобальна стратегія — піджанр стратегічних відеоігор, в іграх якого гравець бере на себе роль правителя у великому масштабі: країни, імперії, планети чи галактики. Англомовна назва жанру — 4X, відображає чотири основні складові ігрового процесу: explore, expand, exploit, exterminate. Таким чином, від гравця вимагається досліджувати світ, розвивати технології, добувати ресурси та воювати арміями.
Артилерія — в цьому піджанрі зазвичай відтворюються танкові битви, де слід розрахувати траєкторію польоту снаряду, враховуючи силу, вітер та інші фактори. Переважно ігри цього піджанру покрокові.
Варгейм — піджанр стратегічних відеоігор, де ігровий процес зосереджено на боях. Може відбуватися як покроково, так і в реальному часі.
Баштовий захист — завдання гравця полягає в протистоянні наступаючим впродовж кількох хвиль ворогам за допомогою будівництва башт, що атакують їх. Ігровий процес тут зазвичай відбувається в реальному часі, а економічна складова мінімальна — башти створюються за ресурси, що надходять автоматично або випадають зі знищених ворогів.
MOBA — в іграх цього піджанру гравець контролює тільки одного персонажа в складі однієї з двох протиборчих команд. Основним завданням ставиться знищити ключову структуру на базі противника. Будівництво при цьому відсутнє, або обмежене невеликими тимчасовими спорудами.
Автобій або автошахи — зосереджені на боях, що відбуваються на полі, поділеному на клітинки. При цьому сам бій відбувається без контролю з боку гравців, а його результати залежать від того, які бойові одиниці будуть обрані та як розташовані. Піджанр виник на початку 2019 року з грою Dota Auto Chess.

## Найвизначніші ігри
- Total War
- Civilization
- Hearts of Iron (та інші серії Paradox Interactive)
- Heroes of Might and Magic
- The Settlers
- Warcraft
- Козаки
- Command & Conquer
- StarCraft